# Резервисти (филм)
„Резервисти” је југословенски ТВ филм из 1987. године. Режирао га је Берислав Макаровић а сценарио је написао Казимир Кларић.

## Улоге
| Глумац          | Улога |
| --------------- | ----- |
| Нада Абрус      |       |
| Инге Апелт      |       |
| Мирко Бабић     |       |
| Бранко Ђурић    |       |
| Мето Јовановски |       |
| Љубица Јовић    |       |
| Тома Курузовић  |       |
| Тони Лауренчић  |       |
| Бранислав Лечић |       |
| Мирољуб Лешо    |       |
| Раде Марјановић |       |

Остале улоге ▼
| Глумац            | Улога |
| ----------------- | ----- |
| Предраг Милетић   |       |
| Марко Николић     |       |
| Божидар Орешковић |       |
| Енвер Петровци    |       |
| Чедомир Петровић  |       |
| Драгољуб Војнов   |       |
| Душан Војновић    |       |